# Gregoriusmis

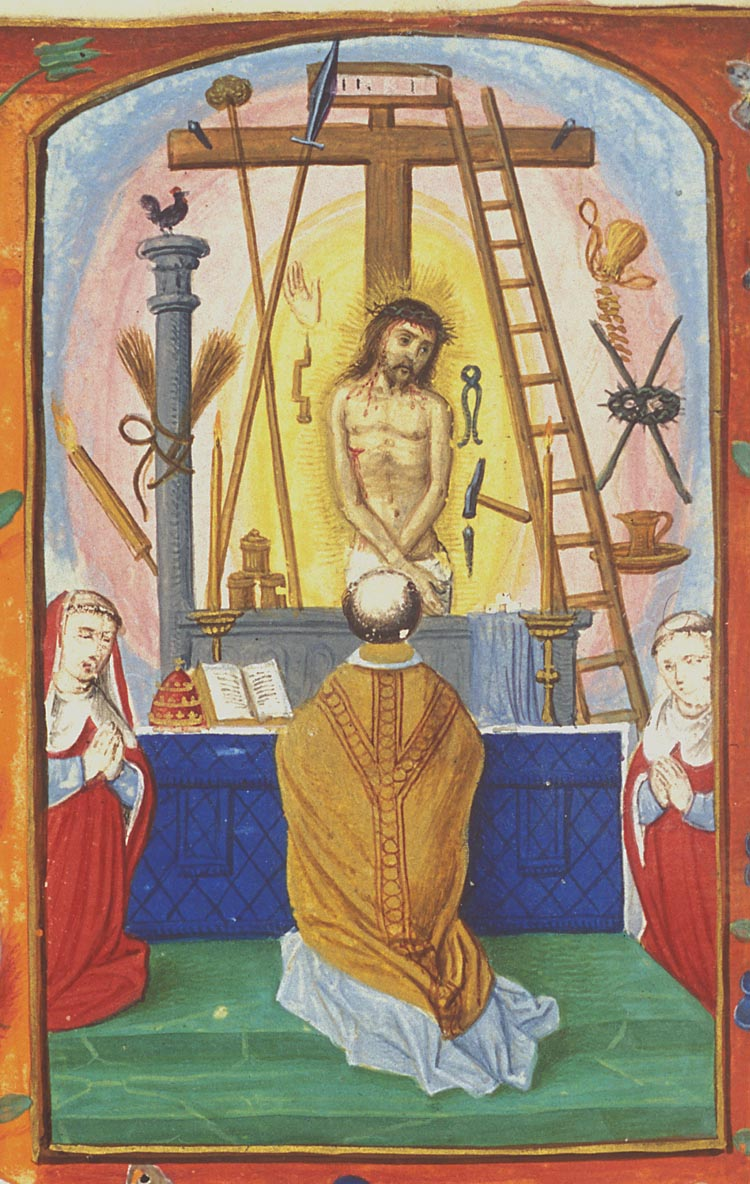
Een afbeelding van de Gregoriusmis uit een getijdenboek gemaakt in de zuidelijke Nederlanden tussen 1500 en 1525

Gregoriusmis, Meester van het Akense Altaar, ca. 1500-1525. Collectie Museum Catharijneconvent

De Gregoriusmis of de Mis van Sint Gregorius is een motief in katholieke kunst, dat het eerst verscheen in de late middeleeuwen en dat nog steeds werd gebruikt tijdens de contrareformatie. Paus Gregorius I (ca. 540-604) is afgebeeld, de H. Mis opdragend, terwijl Christus als de Man van Smarten verschijnt op het altaar dat voor Sint Gregorius staat. Volgens de legende had St. Gregorius gebeden om een teken voor een betwijfelaar van de transsubstantiatieleer, waarop de lijdende Christus tijdens het opdragen van de Mis verscheen om hem te overtuigen en waarbij zijn bloed in de altaarkelk liep. Vaak zijn ook de passiewerktuigen afgebeeld.